# Libpcap
libpcap is een bibliotheek (library) voor de programmeertaal C om pakketjes van een netwerk af te plukken (ook wel sniffen of packet capture genaamd).

## Libpcap
Libpcap bestaat uit tal van functies die het mogelijk maakt om een programma samen te stellen die pakketjes van het netwerk af kan plukken, óók de pakketjes die voor een andere computer bestemd zijn. Libpcap, wat ontworpen is door de Tcpdump Group, heeft echter nog wat speciaals. Libpcap code kan op meer dan een enkel besturingssysteem succesvol worden gecompileerd. Het is dus min of meer OS onafhankelijk. En dat is precies het speciale en ook de bedoeling van libpcap, het leveren van een high level interface tot de packet capture faciliteiten van een OS. Het is een 'high level interface' omdat je niet te veel te maken krijgt met de complexere zaken (zoals het openen van een socket).

## Packet Capture Faciliteiten
Elk OS levert een andere manier om selectief pakketten op het netwerk te onderscheppen (ook wel 'sniffen' genoemd). Een overzicht van de manieren bij verschillende OS's:

| OS                 | Pakket Onderscheppings Methode      |
| ------------------ | ----------------------------------- |
| BSD                | Berkeley Packet Filter (BPF)        |
| Linux              | PF_PACKET (gebruikt BPF taal)       |
| System V Release 4 | Data Link Provider Interface (DLPI) |
| SunOS              | Network Interface Tap (NIT)         |

Regels code van het ene OS werken niet altijd op een ander OS. Libpcap gebruikt de faciliteiten van het OS waar het op wordt gecompileerd, en biedt programma's dezelfde manier om pakketten te onderscheppen aan op elk OS. Alle verschillen tussen de OS'en worden door libpcap verborgen voor de gebruiker.

## Programmeren met libpcap
In de bronnen staat een link naar een tekst die in het Nederlands is geschreven en over libpcap gaat.